# Robert Kearns
Robert William Kearns, född 10 mars 1927, död 9 februari 2005, var en amerikansk uppfinnare som uppfann det intermittenta vindrutetorkarsystemet, mer känt som intervalltorkare, en teknik som används på de flesta bilar från 1969 till idag. Hans första patent på uppfinningen lämnades in den 1 december 1964. 
Kearns vann ett av de mest kända fallen avseende patentintrång, dels mot Ford Motor Company (1978-1990) och dels ett mål mot Chrysler Corporation (1982-1992). Efter att ha uppfunnit och patenterat den intermittenta vindrutetorkarmekanismen, som visade sig lämplig för användning i lätt regn eller dimma, försökte han att intressera de "tre stora" biltillverkarna i att licensiera tekniken. Alla förkastade hans förslag, men började trots det att installera intervalltorkare i sina bilar, med början 1969.
Den vunna rättegången mot Ford Motor Company gav Kearns mer än 18 miljoner dollar. Företaget hade tidigare erbjudit Kearns 30 miljoner dollar i förlikning, men detta förkastades av Kearns eftersom Ford inte gick med på att även erkänna att de stulit hans patent. Målet mot Chrysler Corporation gav Kearns drygt 10 miljoner dollar. När Kearns senare försökte väcka åtal mot andra biltillverkare (GM, Mercedes och japanska biltillverkare) som olovligen börjat använda hans patenterade intervalltorkare, förkastades detta eftersom Kearns missat att skicka in viktiga papper i tid.
Berättelsen om Kearns uppfinning och hans stämning mot Ford ligger till grund för en film från 2008, Flash of Genius.